# Тиминцы (Слободской район)
Тиминцы — деревня в Слободском районе Кировской области в составе Озерницкого сельского поселения.

## География
Находится на расстоянии примерно 32 км на север от районного центра города Слободской.

## История
Известна с 1873 года, когда здесь (тогда деревня Горбовская) было учтено дворов 5 и жителей 29, в 1905 8 и 52, в 1926 9 и 43, в 1950 7 и 23, в 1989 проживало 5 человек . 

## Население
Постоянное население  составляло 1 человек (русские 95%) в 2002 году, 4 в 2010.